# ペタンク

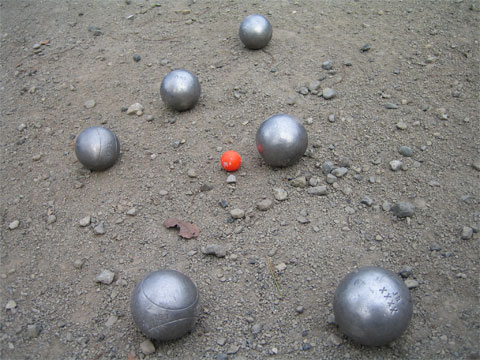
ブールとビュット（中央）

ペタンク（フランス語: pétanque）は、フランス発祥の球技。ペタンクの名称は、オック語「ピエ・タンケ（両足を揃えて）」に由来する。スポールブールやプロヴァンサルゲームをベースに1907年に考案されたとされている。
テラン（コート）上に描いたサークルを基点として木製のビュット（目標球）に金属製のブール（ボール）を投げ合って、相手より近づけることで得点を競うスポーツでもある。

## ゲームの形式
ゲームにはトリプルス、ダブルス、シングルスの形式がある。
- トリプルス（トリプレット triplette）：3人対3人で各自2球のボールを投げる。
- ダブルス（ドゥブレット doublette）：2人対2人で各自3球のボールを投げる。
- シングルス（テタテット tête à tête）：1人対1人で各自3球のボールを投げる。

## 器具
- ブール（ボール）：直径7.05～8cm、重さ650～800g。材質はステンレス鋼や鋼鉄などの金属製。
- ビュット：直径30mm(±1mm)。材質は木製または合成物質。
- メジャー（計測器具）：2mくらいのもの・10mくらいのもの・20mくらいのものを用意する。
- 得点板：得点を掲示するもの。

## ゲームの進行
双方が全ての持ちボールを投げ終わり、得点を確認するまでを「メーヌ」と呼ぶ。

### 1投目
1. コイントスやじゃんけんなどによって先攻チームを決める。
2. 先攻はサークル（35cmから50cm）を描き、その中に立ってビュットを投げる。
3. ビュットが有効範囲（サークルから6m以上10m以下）に納まった場合、先攻は第1投目のブールを投げる。

### 2投目以降

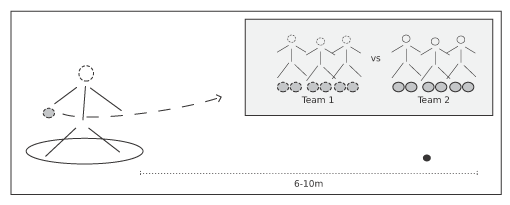
有効範囲（サークルから6m以上10m以下）に納まったビュット(右下)へブールを投げる。

1. 後攻は先攻のブール（第1投）よりもビュットに近くなるまでブールを投げる。
2. 後攻のブールが先攻のブールよりもビュットに近くなった場合、投げ手は先攻に変わる（互いの持ちブールがなくなるまで、これを繰り返す）。
3. ブールが相手のブールよりもビュットに近くならない場合には、近くなるまで投球を続ける（持ちブールがなくなるまで）。
4. 片方の持ちブールが全てなくなった場合、もう片方に持ちブールが残っていれば持ちブールを全て投げる。
5. ブールをぶつけて相手のブールを動かすことができる。
6. ブールをビュットにぶつけてビュットの位置をずらすこともできる（有効範囲内に限る）。

### 得点
1. 双方が持ちブールを全て投げ終えたら得点を数える（メーヌの終了）。
2. 得点はビュットに一番近いブールを投げた側が得る。負けた側の、ビュットから一番近いブールより内側にあるブールの個数が得点になる。
3. 次のメーヌでは、前のメーヌで得点を取ったチームが先攻となる。前のメーヌ終了時のビュットの位置を中心に新たなサークルを描き、再びビュットを投げて次のメーヌを開始する。
4. メーヌを繰り返し、どちらかのチームが13点を先取した時点でゲーム終了となる。

## 派生競技
- ニチレクボール - 日本レクリエーション協会が屋内用に楽しめるように改良を加えたペタンクの派生競技。鉄球の代わりに錘（おもり）入りゴム製のボールが使われる以外、全く同じ。
- 笛タンク - 日本のマンガ『ピューと吹く!ジャガー』に登場する架空の競技。ブールとビュットに、球ではなくたて笛を使用している。